# Zenon Friedwald
Zenon Ludwig Friedwald, ps. „Ludwik Fox”, „Zenon Frivald-Vardan”, „Wardan” (ur. 17 kwietnia 1906 we Lwowie, zm. 3 grudnia 1976 w Tel Awiwie) – polski autor tekstów i wykonawca pochodzenia żydowskiego.

## Życiorys
Napisał teksty piosenek „To ostatnia niedziela”, „Zakochany księżyc”, polskie wersje światowych przebojów (m.in. „Cheek to Cheek” do muzyki Irvinga Berlina) oraz inne utwory, które śpiewali: Adam Aston, Andrzej Bogucki, Chór Juranda, Tadeusz Faliszewski, Mieczysław Fogg, Wiera Gran.
Z wykształcenia był chemikiem, absolwentem uczelni we francuskiej Tuluzie, ale nigdy nie pracował w zawodzie. W 1932 we Lwowie prowadził teatrzyk rewiowy „Ósma Pięć”, gdzie wystawił swój pierwszy program pod tytułem „To z bocianem – to nieprawda”. Po jego sukcesie Hilary Tempel, dyrektor wytwórni Syrena Rekord zaproponował mu prowadzenie w Warszawie wydawnictwa nutowego „Nowa Scena”, którym kierował w latach 1935–1939. Równocześnie pracował w Ministerstwie Spraw Wojskowych, gdzie realizował nagrania propagandowo-wojskowe dla Wojskowego Instytutu Naukowo-Oświatowego (W.I.N.O.). We wrześniu 1939 ewakuowany z pracownikami Ministerstwa Spraw Wojskowych do Rumunii, skąd przez Grecję i Turcję dotarł do Palestyny. W 1941 założył w Tel Awiwie polskojęzyczny teatr literacko-artystyczny, a w 1943 satyryczny teatr hebrajski „Li-La-Lo”. Po wojnie pozostał w Izraelu. W 1950 utworzył Israel Publisher Agency oraz zalążek stowarzyszenia izraelskich kompozytorów i autorów „Iscam”. Prowadził też wytwórnię płyt gramofonowych.